# Арзуманян, Вардкес Зиноверович
Вардкес (Вадо) Зиноверович Арзуманян (род. 15 февраля 1963, Баку, Азербайджанская ССР) — украинский ресторатор. Владелец сети ресторанов «Рестарон», создатель известных львовских ресторанов: «Тарон», «Кентавр», «Монс Пиус», Шампанерия «Х & Х».

## Биография
Детство и юность провел в Баку. С 1970 по 1980 учился в средней школе № 126, после окончания которой поступил в Ростове-на-Дону в институт народного хозяйства.
В 1990 году начал свою карьеру в корпорации «Газпром», где к 29 годам имел в подчинении штат в 3000 человек.
В 1993 году приехал в отпуск во Львов и решил остаться здесь навсегда. Тогда же основал компанию «Рестарон», в которую в настоящий момент входят 4 ресторана.
Помимо ресторанного бизнеса осуществляет инициативы по усилению туристической привлекательности Львова — с 2007 года входит в рабочую группу по разработке стратегии развития города.
С 2006 по 2010 год — депутат Львовского городского совета 5-го созыва.
Также активно сотрудничает с различными украинскими изданиями в качестве колумниста

## Карьера
- 1990—1993 гг. — работал в компании «Газпром Армения», руководитель одного из подразделений.
- 1993 г. — основал компанию «Рестарон».
- 1995 г. — открытие ресторана «Тарон», успешно работающего и сегодня.
- 2007 г. — открытие городского кафе «Кентавр», представляющего львовскую кухню. Открыв кафе «Кентавр», возродил заведение, которое существовало в этом месте около 200 лет.
- 2010 г. — открытие «Монс Пиус. Пиво и мясо». Это пивной ресторан, расположенный в помещении бывшего первого одноимённого банка-ломбарда во Львове.
- 2014 г. — открытие Шампанерии «Х & Х», ставшего первым подобным заведением на Украине[9].

## Достижения
- С 2006 по 2010 гг. — депутат Львовского городского совета, 5-го созыва.
- Вардкес является инициатором и одним из основателей Гильдии рестораторов Львова[10]. С 2007 входит в рабочую группу по разработке стратегии развития Львова[6].
- С 2007 входит в польско-украинскую группу по реставрации памятников архитектуры, которая создана совместно с Министерством культуры Польши и Львовским городским советом. Среди реализованных программ этой группы — восстановление росписей в Армянском кафедральном соборе Яна Розена[3]. По его инициативе и при его поддержке были восстановлены колокольня, фасады, двор Армянского собора, голгофа, а также колонна Святого Кристофора в Армянском дворике. Также совместно с Министерством культуры Польши активно занимается реставрацией Армянского квартала и восстановлением памятников архитектуры.
- 2014 г. — Вардкес получает звание «Любимец медиа» по версии премии «Рейтинга рестораторо 2014».[1]
- 2015 г. — Шампанерия «Х & Х», ресторан «Монс Пиус. Пиво и мясо» и кафе «Кентавр» входят в список «100 лучших ресторанов Украины»[5].
- 2015 г. — Вардкес вошёл в состав жюри украинской ресторанной премии «Соль»[11].

## Интересные факты
Вардкес много лет коллекционирует старинные меню XVIII — середины XX века, которые приобретает на аукционах всего мира. На сегодняшний день коллекция насчитывает около 2000 меню, из которых самыми ценными считает меню, расписанные легендарным художником Альфонсом Мухой, а также меню с «Титаника».
Арам Мнацаканов о работе Шампанерии «Х & Х»

Совершенно замечательную «Шампанерию» сделал Вардкес Арзуманян во Львове.

Зураб Аласания о работе кафе «Кентавр»

Там замечательные еда и официанты. К слову, эти негодяи помнят, что я ел в прошлом году!.

Савелий Либкин о работе кафе «Кентавр»

 Во Львове я ем исключительно тут. У основателя ресторана Вардкеса Арзуманяна принципиальное отношение к еде, компромиссов я не замечал.